# Resolució 956 del Consell de Seguretat de les Nacions Unides
La Resolució 956 del Consell de Seguretat de les Nacions Unides fou adoptada per unanimitat el 10 de novembre de 1994. després de recordar Capítol XII de la Carta de les Nacions Unides que va establir el Consell d'Administració Fiduciària de les Nacions Unides i la Resolució 21 (1947), que va aprovar el Territori Fiduciari de les Illes sota Mandat Japonès (després conegut com a Territori en Fideïcomís de les Illes del Pacífic), el Consell va determinar que, a la llum de l'entrada en vigor del nou estatus acordat per a la República de Palau, s'havien completat els objectius de l'acord de fideïcomís i l'estatut de Palau com a la territori en fideïcomís.
El Consell va assenyalar que els Estats Units eren l'Autoritat Administradora del Territori en fideïcomís i es va mostrar satisfet que el poble de Palau havia exercit lliurement el seu dret a l'autodeterminació aprovant el nou acord d'estatut. L'aprovació de Palau d'unir-se a les Nacions Unides es dona en la Resolució 963.